# Cobitis tanaitica
Cobitis tanaitica är en fiskart som beskrevs av Mihai Bacescu och Mayer, 1969. Cobitis tanaitica ingår i släktet Cobitis och familjen nissögefiskar. IUCN kategoriserar arten globalt som livskraftig. Inga underarter finns listade i Catalogue of Life.